# 伊秋水
伊秋水（英語：Yee Chau-sui，1904年—1955年5月14日），原名伊景榮，籍貫廣東寶安，香港1930至1950年代粵劇及電影演員，以拍攝粵語片為主。人稱「東方差利」。

## 事業
伊秋水畢業於香港皇仁書院，曾於律師事務所任英文秘書。20世紀30年代他加入「琳瑯幻景劇團」演「文明戲」（話劇）；後來以「伊笑儂」作藝名，與馬師曾、陳非儂、曾三多、林坤山等著名粵劇演員，組成「大羅天」當粵劇丑生，擅唱「龍舟」；其後轉型為電影笑匠，人稱「東方差利」。
1940年10月伊秋水到新加坡演出愛國戲劇《傷兵之友》。

## 家庭
伊秋水有兄弟姐妹二十人，其排行第六。其父伊寶林曾在香港煤氣公司任職“大寫”。伊秋水曾與著名粵劇花旦馬笑英結婚，離異後再娶李惠芳。有一子伊柏麟（即為香港電影演員伊雷，與第三任妻子陳清華所生）及一女伊坤兒。

## 逝世
1953年，伊秋水證實左邊喉部患上喉癌。1955年5月14日下午2時15分，他在香港島薄扶林道59號地下寓所病逝，享年51歲，遺作是1955年《望夫山上望夫歸》。
1955年5月16日在香港島萬國殯儀館舉行喪禮，遺體葬於香港仔華人永遠墳場。
伊秋水去世後，香港電影從業員聯合義務拍攝電影《後窗》，同場放映「伊秋水出殯特輯」，為其遺屬籌款。

## 電影作品
編劇
- 垃圾天堂（1949年）
- 乞米養家姑（1938年）

副導演
- 風流債（1938年）

演員
- 山東響馬（1936年）
- 神鞭俠（1936年）
- 新青年（1936年）
- 花開富貴（1937年）
- 鬥氣姑爺（1937年）
- 大戰之前夜（1937年）飾 賽差利
- 萬惡之夫（1937年）
- 老婆皇帝（1937年）
- 民族女英雄（1937年）
- 鄉下婆從軍（1937年）
- 一生（1937年）
- 天下為公（1937年）
- 神秘之夜（1937年）
- 戀愛博士（1937年）
- 肉搏（1937年）
- 離恨曲（1937年）
- 回祖國去（1937年）
- 大義滅親（1937年）
- 流氓小姐（1938年）
- 戰士情花（1938年）飾 伊差利
- 普天同慶（1938年）
- 飛將軍（1938年）
- 喜相逢（1938年）
- 孤兒行（1938年）
- 最後關頭（1938年）
- 十萬情人（1938年）飾 卓勃靈
- 敗家子（1938年）
- 扭紋柴（1938年）
- 八百壯士（1938年）飾 林超
- 民族之光（1938年）
- 紅伶悲歌（1938年）
- 四子從軍（1938年）
- 乞米養家姑（1938年）
- 豪華闊少（1938年）飾 伊人
- 風流債（1938年）
- 妒花風雨（1938年）
- 第八天堂（1939年）
- 春情烈火（1939年）
- 摩登女招夫（1939年）
- 續七朵鮮玫瑰（1939年）
- 歌女白牡丹（1939年）飾 差利
- 生骨大頭菜（1939年）飾 二仔
- 莊子試妻（1939年）
- 斷鴻零雁記（1939年）
- 蓋世女英雄（1939年）
- 香江花月夜（1939年）
- 最後的伴侶（1939年）
- 銀海鴛鴦（1939年）飾 差利
- 俠血英魂（1939年）
- 孔雀開屏（1939年）
- 大地主（1939年）
- 黑夜煞星（1939年）飾 陳差利
- 鬼屋殭屍（1939年）飾 醫生
- 大良阿斗宮（1939年）飾 阿斗宮
- 寒夜滅屍記（1939年）
- 怨女望夫歸（1939年）飾 僕人阿卓
- 差利遇攝青鬼（1939年）飾 差利
- 冤鬼復仇記（1939年）
- 濟公活佛（1939年）飾 濟公
- 傷兵之友（1940年）
- 偷渡虎狼關（1940年）
- 銀燈照玉人（1940年）
- 從心所欲（錯誤百出的喜劇）（1940年）
- 小廣東（1940年）
- 石鬼仔出世（1940年）
- 燕雙飛（1941年）
- 喜事重（1941年）
- 雪姑七友（1941年）飾 周身刀
- 花好月圓（1941年）
- 春閨三鳳（1941年）
- 倒亂乾坤（1941年）
- 黑俠（1941年）飾 大鼻林
- 男人心（1941年）
- 陌路妻兒（1941年）
- 寶劍明珠（1941年）
- 街頭博士（1941年）
- 流亡之歌（1941年）
- 斷腸花（1941年）
- 錦上添花（1941年）
- 天作之合（1941年）
- 癡兒女（上集）（1943年）飾 舞場經理
- 癡兒女（下集）（1943年）飾 舞場經理
- 大地兒女（1945年）
- 猛鬼林（1946年）
- 大雷雨（1946年）
- 伶星集會（1947年）
- 晨妻暮嫂（1947年）飾 舅父
- 月圓人未圓（1947年）飾 阿威
- 鬼馬砍王戇舅爺（1947年）
- 辣手蛇心（1947年）飾 阿貴
- 淚灑相思地（1947年）
- 明日又天涯（1947年）
- 艷屍記（1947年）
- 沙三少與銀姐（1947年）飾 譚阿仁
- 小夫妻（1947年）飾 劉鑽英
- 恨鎖瓊樓（1947年）
- 新龍白金（1947年）飾 何水
- 生財有道（1947年）
- 天賜良緣（1947年）
- 儂本多情（1947年）
- 豪門春色（1947年）
- 卿本佳人（1947年）飾 李明
- 白頭夫婦（1947年）
- 鐵膽（1947年）飾 浪頭威
- 第一號戰犯（1947年）
- 火樹銀花（1947年）
- 黃金潮（1947年）
- 遊龍戲鳳（1948年）
- 遊鳳戲龍（1948年）
- 妙手偷香（1948年）飾 陳福
- 賢妻蕩婦（1948年）
- 百子千孫（1948年）飾 阿福
- 千里姻緣（1948年）
- 黑俠與李青薇（1948年）飾 大鼻林
- 花月良宵（1948年）
- 幾度春風（1948年）飾 亞水
- 太太萬歲（1948年）飾 車夫
- 步步高升（1948年）
- 十艷戀檀郎（1948年）
- 二龍爭珠（1948年）
- 腸斷跳樓人（1948年）飾 陳福
- 蝙蝠大盜（1948年）
- 真假新郎（1948年）
- 神秘婦人心（1948年）飾 韓老爺
- 同是天涯淪落人（1948年）飾 何秋
- 樊龍彩鳳（1948年）飾 梁清
- 煙精掃長堤（1948年）飾 阿南
- 地底迷宮（1948年）
- 四鳳齊飛（1948年）飾 周克人
- 接財神（1948年）飾 胡克安
- 終須有日龍穿鳳（1948年）飾 老沈
- 恩怨在今宵（1948年）飾 林國昌
- 飛金剛大戰牛魔王（1948年）飾 黎探長
- 萬緣叢中一點紅（1948年）
- 一日夫妻百日恩（1948年）
- 恨海情鴛（1948年）
- 顛鸞倒鳳（1948年）飾 黃大安
- 仙童玉女（1948年）飾 阿懵
- 差利與小孩（1948年）
- 海海鴛鴦（1948年）飾 陳醋波
- 吉人天相（1948年）
- 妙想天開（1948年）飾 差利
- 廣東先生大破謀人寺（1948年）飾 東先生
- 梁山伯、祝英台（上集）（1948年）飾 士九
- 梁山伯、祝英台（下集）（1948年）飾 士九
- 我若為王（1948年）飾 陳少華
- 蝴蝶夫人（1948年）飾 馬六甲
- 冷月照郎歸（1948年）
- 武松大鬧獅子樓（1948年）
- 惜玉憐香（1948年）飾 李水
- 四大天王（1948年）
- 歡天喜地（1948年）
- 三劍俠（1948年）
- 富貴浮雲（1948年）飾 餘大雄
- 天花龍鳳（1949年）
- 寶玉奇緣（1949年）
- 大四喜（1949年）飾 打鑼六
- 人面桃花相映紅（1949年）
- 郎是春日風（1949年）飾 差利
- 萬象回春（1949年）
- 義勇雙雄（1949年）
- 大鬧廣昌隆（1949年）
- 一生兒女債（1949年）
- 斷腸花（1949年）飾 何秋
- 守得雲開見月明（1949年）
- 苦命女巧遇有情郎（1949年）
- 不如歸（1949年）飾 校長
- 珠聯璧合（1949年）飾 陳仲山
- 濟公活佛（1949年）飾 濟公
- 差利衝破天仙陣（1949年）
- 滿江紅（1949年）飾 方光宗
- 啞老婆（1949年）飾 包德
- 差利遊地獄（1949年）
- 龍兄虎弟（1949年）飾 李水
- 地獄金龜（1949年）飾 李玉梁
- 寶劍明珠（1949年）
- 方世玉夷戰峨眉山（1949年）
- 古園妖姬（1949年）飾 記者
- 大鬧梅知府（1949年）飾 梅知府
- 狄青（1949年）飾 狼主
- 薛剛大鬧花燈（1949年）
- 六月飛霜（1949年）
- 蕭月白(上集)（1949年）飾 蕭月明
- 蕭月白(下集大結局)（1949年）飾 蕭月明
- 滿天神佛（1949年）
- 有冤無路（1949年）
- 烏龍王（1949年）飾 尖嘴茂
- 打雀遇鬼（1949年）飾 程國元
- 淒涼姊妹（1949年）飾 劉壽康
- 垃圾天堂（1949年）飾 曾水
- 血滴子（上集）（1949年）飾 秦飛
- 罪海痴魂（上集）（1949年）
- 血滴子（下集）（1949年）
- 罪海癡魂（下集大結局）（1949年）
- 俠義鋤姦姦（1949年）飾 陳波
- 黑市婚姻（1950年）
- 虎穴雙珠（1950年）
- 柳姐與沙塵超（1950年）
- 薄命女兒香（1950年）
- 戴森奇案（1950年）
- 福祿壽全（1950年）
- 野花香（1950年）
- 東成西就（1950年）
- 風流寡婦（1950年）
- 關東小俠大戰女鏢師（1950年）
- 大擺烏龍陣（1950年）
- 綺羅春夢（1950年）
- 白蟒佔龍宮（1950年）
- 馬騖精大鬧女兒國（1950年）
- 妻多夫賤（1950年）
- 俠盜情花（1950年）
- 關東小俠大破蓮花陣（1950年）
- 天魔女三戲濟顛（1950年）
- 阿拉與飛天南（1950年）飾 飛天南
- 細路祥（1950年）飾 何叔叔
- 大獨裁者（1950年）
- 董小宛（1950年）飾 內監
- 六渡何仙姑（1950年）
- 李鐵北海斬妖龍（1950年）
- 人海萬花筒（1950年）
- 封神榜之一：大破黃河陣（1950年）飾 陸壓道人
- 濟公三氣華雲龍（1950年）飾 濟公
- 烏龍將軍（1950年）飾 阿凡
- 擺錯迷魂陣（1950年）飾 飛天南
- 罪惡鎖鏈（上集）（1950年）飾 週保
- 罪惡鎖鏈（下集）（1950年）飾 週保
- 烏龍夫妻（1950年）飾 蕭桂齊
- 梵宮情淚（1950年）
- 法網難逃（1950年）
- 大刀王五血戰小霸王（1950年）
- 楚雲雪夜盜檀郎（1950年）
- 年晚錢（1950年）
- 蛇王（1950年）
- 五福臨門（1950年）飾 施福秋
- 別離人對奈何天（1951年）
- 鐵扇公主（1951年）
- 皆大歡喜（1951年）
- 十二金釵戲玉郎（1951年）
- 金玉滿堂（1951年）飾 侍應
- 一本萬利（1951年）飾 次子張聲秋
- 美人恩（1951年）飾 穆康
- 丁財兩旺（1951年）
- 兩仔爺（1951年）
- 紅白金龍（上集）（1951年）飾 歌舞班主
- 紅白金龍（下集）（1951年）飾 歌舞班主
- 銀海春光（1951年）飾 演藝員
- 冷落春宵（1951年）飾 伍惠良
- 桃花運（1951年）飾 伊春山
- 珠海三雄（1951年）
- 飄零燕（1951年）飾 關仁
- 關東飛俠大戰方世玉（1951年）飾 黃秋
- 情天孤雁（1951年）飾 工程師
- 飛天神龍 (1951)
- 銀燈魔影 (1951)
- 缸瓦船打老虎 (1951)
- 人約黃昏後 (1951)
- 大刀王五浴血殲仇記 (1951)
- 無限恩情無限恨（1951年）飾 醫生助手尹冰
- 彩鳳戲金龍 (1951)
- 紙醉金迷（1951年）飾 林伯全
- 呷錯醋 (1951)
- 對錯親家（1951年）飾 施老福, 何樂筆
- 新梁山伯與祝英台（1951年）
- 紅粉飄零（1951年）飾 賣藥販
- 千金小姐丫環賣（1951年）
- 怪錯有情郎（1951年）飾 阿康
- 難為了媽媽（1951年）飾
- 凌貴興三打梁天來（上集）（1951年）飾 張阿鳳
- 凌貴興三打梁天來（下集）（1951年）飾 張阿鳳
- 雙料夫妻（1951年）
- 唔嫁（1951年）
- 火燒連環船（1951年）
- 天賜黃金（1952年）
- 鸞鳳和鳴（1952年）
- 如意吉祥（1952年）飾 王百萬
- 從心所欲（1952年）
- 拜錯石榴裙（1952年）飾 胡亞水
- 珍珠淚（1952年）飾 蔡有仁
- 兩個傻英雄（1952年）
- 佳偶天成（1952年）飾 陳壽
- 有情飲水飽（1952年）
- 夜桃源（1952年）
- 時來運到（1952年）飾 區美英父
- 艷福齊天（1952年）
- 難為了爸爸（1952年）飾 老程
- 恩情深似海（1952年）
- 點錯鴛鴦譜（1952年）
- 傻人艷福（1952年）
- 恩恩愛愛（1952年）飾 尹春山
- 笑星降地球（1952年）飾 周身郁
- 嬲緣（1952年）
- 契爺艷史（1952年）飾 表哥阿水/黃若水
- 賣花女（1952年）
- 花月爭輝（1952年）
- 紅運媽姐（1952年）飾 娥夫魯軒
- 香車美人（1952年）
- 花月又重圓（1952年）飾 韵秋父
- 馬票狂（1952年）飾 周新引
- 新姑嫂劫（1952年）
- 蓬門小鳳（1952年）飾 和叔
- 迷宮四妖（1952年）飾 伊勝
- 如花美眷（1952年）飾 胡友圖
- 歌聲淚影（上集）（1952年）
- 歌聲淚影（下集（1952年）
- 艷曲醉郎心（1952年）飾 王景行
- 八股佬選美 (1952)
- 蠶蟲師爺 (1952)
- 月媚花嬌（1952年）飾 梁加吉
- 十月芥菜 (1952)
- 貼錯門神（1953年）
- 女白金龍（1953年）飾 沈俊年
- 賊美人（1953年）
- 天堂歌舞（1953年）
- 處處喜相逢（1953年）飾 伊仁
- 龍鳳呈祥（1953年）飾 章軍
- 賣花讚花香（1953年）
- 歌唱海棠紅（1953年）
- 新唐伯虎點秋香（1953年）
- 春風得意鳳求凰（1953年）
- 人間富貴花（1953年）
- 糊塗脂粉客（1953年）
- 新婚記（1953年）
- 意中人（1953年）飾 老伶,梁夢水
- 淘金記（1953年）
- 一家親（1953年）飾 阿秋
- 同人唔同命（1953年）
- 新女兒香（1953年）
- 明月冰心（1953年）飾 趙海燕
- 梁天來（1953年）
- 紅船鬼影（1954年）
- 金鳳迎春（1954年）飾 劉厚瑞
- 春滿乾坤福滿門（1954年）飾 錢壽春
- 人望高處（1954年）
- 人結人緣（1954年）
- 好女十八嫁（1954年）
- 假鳳鶯迷（1954年）
- 患難夫妻（1954年）飾 白伊人
- 重婚淚（1954年）
- 錦上添花（1954年）
- 蝴蝶夫人（1954年）
- 鳳閣重開姊妹花（1954年）飾 子卿父
- 十載尋夫記（1954年）
- 離婚淚（1954年）飾 方唐
- 夜弔秋喜（1954年）
- 龍宮仙子（1954年）
- 午夜情殺案（1954年）
- 妙曲慰郎心（1954年）
- 萬里行屍（1954年）飾 狄子明
- 義犬申冤（1954年）
- 繅絲女（1955年）飾 香父
- 鄉村姑娘（1955年）
- 紅粉飄零未了情（1955年）
- 望夫山上望夫歸（1955年）
- 好男兒（1955年）
- 倒亂乾坤（1956年）

## 外部連結
- 伊秋水在互联网电影资料库（IMDb）上的資料（英文）
- 伊秋水在香港影庫上的簡介
- 伊秋水在豆瓣上的资料（简体中文）
- 伊秋水遺作《望夫山上望夫歸》的介紹[永久]
- 電影《後窗》的介紹[永久]